# Юлдуз (Алькеевский район)
Юлдуз — посёлок в Алькеевском районе Татарстана. Входит в состав Чувашско-Бродского сельского поселения.

## География
Находится в южной части Татарстана на расстоянии приблизительно 20 км по прямой на юг от районного центра села Базарные Матаки.

## История
Основан в 1930-х годах.

## Население
Постоянных жителей было: в 1938 — 266, в 1949 — 276, в 1958 — 396, в 1970 — 342, в 1979 — 236, в 1989 — 133, в 2002 — 74 (русские 69 %), 44 — в 2010.